# Jeździectwo na Letnich Igrzyskach Olimpijskich 1912 – ujeżdżenie indywidualnie
Ujeżdżenie indywidualnie było jedną z pięciu konkurencji jeździeckich rozgrywanych podczas V Letnich Igrzysk Olimpijskich w Sztokholmie w 1912 roku. Zawody odbyły się 15 lipca. Wzięło w nich udział 21 jeźdźców z ośmiu reprezentacji.
Konkurencję zdominowali reprezentanci gospodarzy - sześciu szwedzkich zawodników zajęło miejsce w pierwszej ósemce. Złoto zdobył Carl Bonde na koniu Emperor.
Konkurencja ta była debiutującą na igrzyskach olimpijskich.

## Wyniki
| Miejsce | Jeździec i koń                           | Punkty karne |
| ------- | ---------------------------------------- | ------------ |
|         | Carl Bonde na koniu Emperor              | 15           |
|         | Gustaf Adolf Boltenstern na koniu Neptun | 21           |
|         | Hans von Blixen-Finecke na koniu Maggie  | 32           |
| 4       | Friedrich von Oesterley na koniu Condor  | 36           |
| 5       | Carl Rosenblad na koniu Miss Hastings    | 43           |
| 6       | Oscar af Ström na koniu Irish Lass       | 47           |
| 7       | Felix Bürkner na koniu King              | 51           |
| 8       | Carl Kruckenberg na koniu Kartusch       | 51           |
| 9       | Michaił Jekimow na koniu Tritonych       | 62           |
| 10      | Albert Seigner na koniu Dignité          | 73           |
| 11      | Andreas von Flotow na koniu Senta        | 77           |
| 12      | Carl von Moers na koniu New Bank         | 83           |
| 13      | Guy Henry na koniu Chiswell              | 93           |
| 14      | Jean Cariou na koniu Mignon              | 94           |
| 15      | Jens Falkenberg na koniu King            | 103          |
| 16      | Rudolf Keyper na koniu Kinley Princess   | 111          |
| 17      | Gaston de Trannoy na koniu Capricieux    | 117          |
| 18      | Carl Saunte na koniu Streg               | 120          |
| 19      | Michel Dufort na koniu Castibalza        | 123          |
| 20      | John Montgomery na koniu Deceive         | 130          |
| 21      | Emmanuel de Blommaert na koniu Clonmore  | 135          |